# Lega Generale Fascista Olandese
La Lega Generale Fascista Olandese (in olandese Algemeene Nederlandsche Fascisten Bond, ANFB) fu un piccolo partito politico fascista dei Paesi Bassi fondato nel 1932.
Il partito cercò di creare un volksfascisme, ed anche se non riuscì a compiere questo obiettivo, si considerava più vicino al Benito Mussolini che a Adolf Hitler, nonostante la retorica tipicamente hitleriana. Sosteneva la formazione di uno Stato pan-olandese, da chiamare Dietsland comprendente le Fiandre e il Lussemburgo.
Il partito non ottenne un buon risultato nelle elezioni legislative del 1933 (0,46% dei voti e zero seggi) e sparì quindi dalla scena politica. Il gruppo confluì nella Corporatieve Concentratie ("Concentrazione Corporativista") assieme ai seguaci di Alfred Haighton e all'Unione Nazionale, ma il leader Jan Baars non trovò comunanza con le idee di Carel Gerretson, il leader di questo nuovo gruppo, e quindi nel 1934 sciolse l’ANFB. I suoi militanti confluirono principalmente nel Partito Nazionalsocialista Olandese dei Lavoratori.